# The Crybaby
The Crybaby (рус. Плакса) — двенадцатый студийный альбом американской сладж-метал-группы Melvins, который был издан в 2000 году на лейбле Ipecac Recordings.

## Об альбоме
Это третья часть трилогии, состоящей из альбомов The Maggot (1999), The Bootlicker (1999) и The Crybaby (2000).

## Список композиций
| №   | Название                                   | Длительность |
| --- | ------------------------------------------ | ------------ |
| 1.  | «Smells like Teen Spirit (Nirvana cover)»  | 5:02         |
| 2.  | «Blockbuster (The Jesus Lizard cover)»     | 3:10         |
| 3.  | «Ramblin' Man (Hank Williams cover)»       | 3:14         |
| 4.  | «GI Joe»                                   | 4:00         |
| 5.  | «Mine Is No Disgrace»                      | 8:22         |
| 6.  | «Spineless (Skeleton Key cover)»           | 4:01         |
| 7.  | «Divorced»                                 | 14:43        |
| 8.  | «Dry Drunk»                                | 4:03         |
| 9.  | «Okie from Muskogee (Merle Haggard cover)» | 2:10         |
| 10. | «The Man with the Laughing Hand Is Dead»   | 11:27        |
| 11. | «Moon Pie»                                 | 12:45        |

## Над альбомом работали

### Участники группы
- Базз Осборн — вокал, гитара, басс, шумовые эффекты
- Дейл Кровер — ударные, гитара, вокал, шумовые эффекты
- Кевин Рутманис — басс, синтезатор, гармонь, вокал, гитара

### Приглашённые музыканты
- Хэнк Уильямс III — вокал, гитара («Ramblin' Man» и «Okie from Muskogee»)
- Годзик Пинк — вступление («Dry Drunk»)
- Блисс Блад — вокал, пианино, ситар, музыкальная пила, сэмплирование («The Man with the Laughing Hand Is Dead»)
- Кевин Шарп — вокал, сэмплирование («Moon Pie»)
- Брюс Бромберг — гитара («Spineless»)
- Аманда Фергюсон — вокал («Spineless»)
- Рик Ли — вокал («Spineless»)
- Эрик Санко — гитара, вокал («Spineless»)
- Джим Тёрлуэлл — вокал, сэмплирование («Mine Is No Disgrace»)
- Дэвид Йоу — вокал («Blockbuster», «Dry Drunk»)
- Мэйнард Джеймс Кинан — вокал («Divorced»)
- Лейф Гарретт — вокал («Smells like Teen Spirit»)
- Адам Джонс — гитара («Divorced»)
- Джастин Чанселлор — басс («Divorced»)
- Дэнни Кэри — ударные («Divorced»)
- Майк Паттон — вокал, сэмплирование, гитара, перкуссия («GI Joe»)
- Генри Богдан — гитара («Ramblin' Man» и «Okie from Muskogee»)

### Прочие
- Тим Грин — микшеринг («Spineless»), запись («GI Joe» и «Mine Is No Disgrace»), запись (ударные) («Smells like Teen Spirit»)
- Билли Хауэрдел — микшеринг, запись (гитара, басс) («Smells like Teen Spirit»)
- Родерик Конн — запись («Spineless»)
- Курт Вульф — запись («The Man with the Laughing Hand Is Dead»)